# Énencourt-le-Sec
Énencourt-le-Sec korábbi község Franciaországban, Oise megyében. Lakosainak száma 185 fő (2018. január 1.). Énencourt-le-Sec Boissy-le-Bois, Chaumont-en-Vexin, Hardivillers-en-Vexin és Thibivillers községekkel határos.
2019. január 1-jén Boissy-le-Bois és Hardivillers-en-Vexin korábbi községgel egyesült és az így létrejött La Corne-en-Vexin új község része lett.

## Népesség
A település népességének változása:
| Lakosok száma | 199  | 194  | 196  | 188  | 185  |
|               | 2013 | 2015 | 2016 | 2017 | 2018 |